# Мещеряковское сельское поселение (Татарстан)
Мещеряковское се́льское поселе́ние — муниципальное образование в Буинском районе Татарстана Российской Федерации.
Административный центр — деревня Мещеряково.

## История
Статус и границы сельского поселения установлены Законом Республики Татарстан от 31 января 2005 года № 17-ЗРТ «Об установлении границ территорий и статусе муниципального образования "Буинский муниципальный район" и муниципальных образований в его составе».

## Население
| 2010 | 2011 | 2012 | 2013 | 2014 | 2015 | 2016 |
| ---- | ---- | ---- | ---- | ---- | ---- | ---- |
| 794  | ↘790 | ↘776 | ↗793 | ↗795 | ↘779 | ↘768 |
| 2017 | 2018 |      |      |      |      |      |
| ↗780 | ↘761 |      |      |      |      |      |

## Состав сельского поселения
| № | Населённый пункт | Тип населённого пункта          | Население |
| - | ---------------- | ------------------------------- | --------- |
| 1 | Мещеряково       | деревня, административный центр | ↗780      |